# Comuna Lisa, Teleorman
Lisa este o comună în județul Teleorman, Muntenia, România, formată din satele Lisa (reședința) și Vânători.

## Așezare
Comuna se află în Câmpia Română și este situată în partea central-sudică a județului Teleorman.

## Demografie
Componența etnică a comunei Lisa
     Români (86,3%)
     Romi (3,77%)
     Alte etnii (0%)
     Necunoscută (9,93%)
Componența confesională a comunei Lisa
     Ortodocși (89,66%)
     Alte religii (0,2%)
     Necunoscută (10,13%)
Conform recensământului efectuat în 2021, populația comunei Lisa se ridică la 1.964 de locuitori, în scădere față de recensământul anterior din 2011, când fuseseră înregistrați 2.107 locuitori. Majoritatea locuitorilor sunt români (86,3%), cu o minoritate de romi (3,77%), iar pentru 9,93% nu se cunoaște apartenența etnică. Din punct de vedere confesional, majoritatea locuitorilor sunt ortodocși (89,66%), iar pentru 10,13% nu se cunoaște apartenența confesională.

## Istorie
La sfârșitul secolului al XIX-lea, comuna făcea parte din plasa Marginea a județului Teleorman și era formată din satul Lisa, cu o populație de 1025 de locuitori. În comună exista o școală mixtă cu 44 de elevi și o biserică. La acea vreme, pe teritoriul actual al comunei, în aceiași plasă, mai funcționa și comuna Vânători, cu o populație de 569 de locuitori. În comună funcționa o școală mixtă și o biserică.
Anuarul Socec din 1925 consemnează comuna în plasa Zimnicea a aceluiași județ și cu o populație de 1481 de locuitori. Comuna Vânători este consemnată făcând parte din plasa Turnu Măgurele a aceluiași județ, cu o populație de 842 de locuitori.
În anul 1950, comunele a trecut în administrația raionului Zimnicea al regiunii Teleorman, raion care, doi ani mai târziu, a fost inclus în regiunea București.
În anul 1968, comuna a trecut la județul Teleorman, căpătând forma actuală. Tot atunci, comuna Vânători a fost desființată iar satul cu același nume a trecut la comuna Lisa.

## Politică și administrație
Comuna Lisa este administrată de un primar și un consiliu local compus din 11 consilieri. Primarul, Daniel Sorin Băcanu[*], de la Partidul Național Liberal, este în funcție din 2008. Începând cu alegerile locale din 2024, consiliul local are următoarea componență pe partide politice:
|  | Partid                    | Consilieri | Componența Consiliului | Componența Consiliului | Componența Consiliului | Componența Consiliului | Componența Consiliului | Componența Consiliului | Componența Consiliului | Componența Consiliului | Componența Consiliului |
|  | ------------------------- | ---------- | ---------------------- | ---------------------- | ---------------------- | ---------------------- | ---------------------- | ---------------------- | ---------------------- | ---------------------- | ---------------------- |
|  | Partidul Național Liberal | 9          |                        |                        |                        |                        |                        |                        |                        |                        |                        |
|  | Partidul Social Democrat  | 2          |                        |                        |                        |                        |                        |                        |                        |                        |                        |